# ブラックスバーグ (バージニア州)

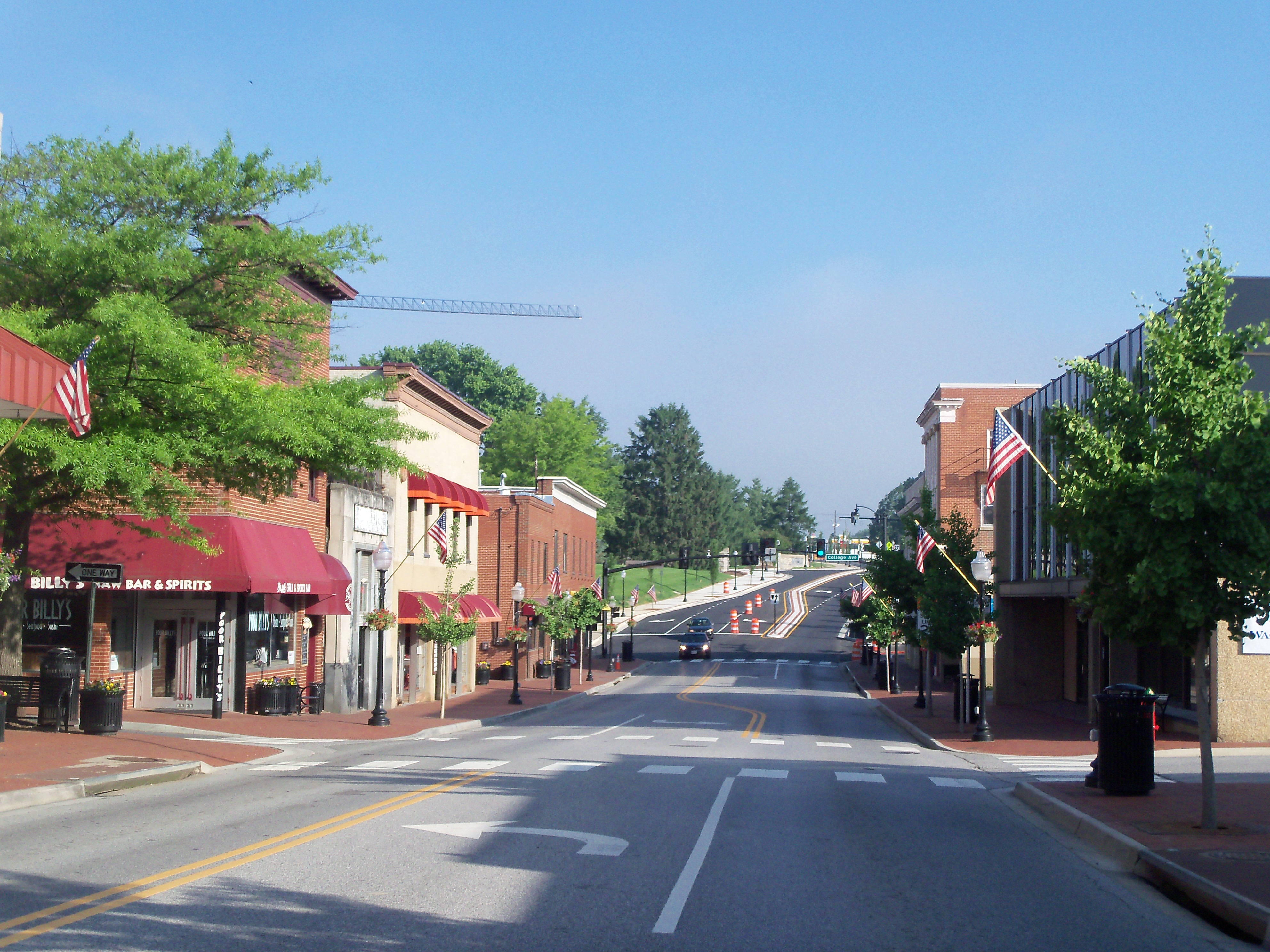
ブラックスバーグのダウンタウン

ブラックスバーグ（Blacksburg）は、アメリカ合衆国バージニア州モントゴメリー郡にある町。バージニア州の南西部、アパラチア山脈の一部をなすブルーリッジ山脈のニューリバーバレーに位置する。人口は4万4826人（2020年）。その大半はバージニア工科大学の関係者である。同校は1990年代以降、フットボールでの目覚ましい活躍によって知名度が上がっている。また、この町はインターネット利用の先進地としても知られている。

## 歴史
ブラックスバーグの町そのものの歴史は古く、1798年に遡ることができる。その年、ウィリアム・ブラック (William Black) によって38エーカー（約177,000m²）の土地に都市計画がなされ、この地に16ブロックの小さな町ができた。町はブラックにちなんでブラックスバーグと名付けられた。
当時のブラックスバーグの町域は、1748年に形成されたドレイパーズ・メドウ (Draper's Meadow) 入植地より若干北東に位置していた。この入植地は、1755年に悪名高いドレイパーズ・メドウの虐殺 (Draper's Meadow Massacre) が起こった地である。1772年、ウィリアム・プレストン大佐はこのドレイパーズ・メドウの跡地にスミスフィールド・プランテーションを開園した。このプランテーションは、現在バージニア工科大学のキャンパス内にあるダック・ポンド (Duck Pond) という池の近くにあった。
1872年にはバージニア農業機械大学（バージニア工科大学の前身）が開学した。1970年代、バージニア工科大学が町域に合併されたことによって、1970年に9千人であった人口は1980年には3万人へと3倍に増えた。これによって、ブラックスバーグは、独立市以外では州内最多の人口を抱える町となった。

## 地理

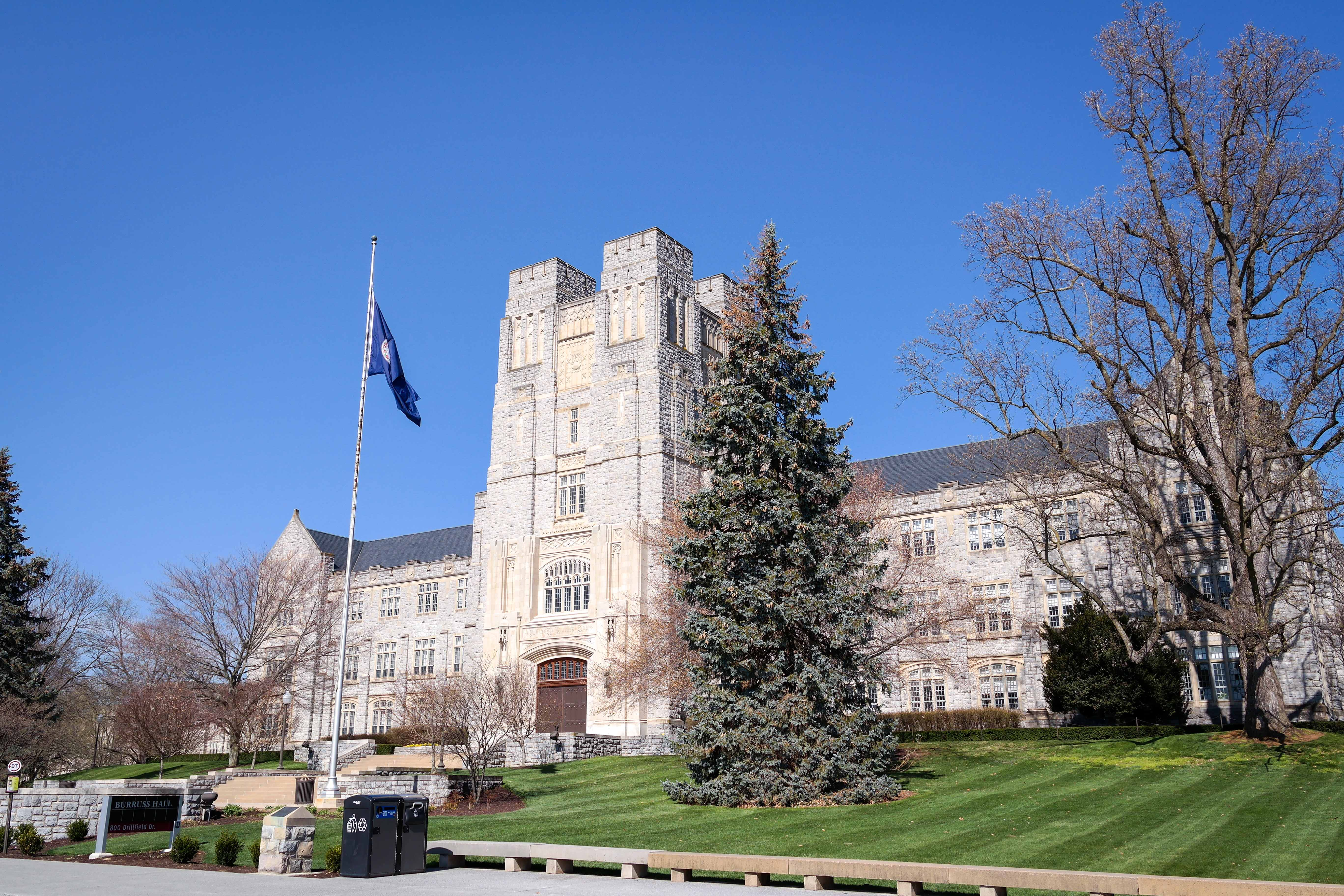
バージニア工科大学バラス・ホール

ブラックスバーグは、北緯37度13分48秒 西経80度25分4秒 / 北緯37.23000度 西経80.41778度（37.229874, -80.417694）のアパラチア山中に位置し、標高は634mである。
アメリカ合衆国国勢調査局によると、ブラックスバーグの総面積は50.2km2（19.4mi2）で、このうち50.1km2（19.4mi2）が陸地、0.10%にあたる0.1km2（0.04mi2）が水域である。
ブラックスバーグで最も高い建物は、バージニア工科大学の寮のひとつで12階建てのスラッシャー・タワー（Slusher Tower）である。
バージニア工科大学のキャンパスはブラックスバーグの中心部に位置している。その西側には南北にフリーウェイが延びており、南隣のクリスチャンズバーグで州間高速道路81号線（I-81）に合流する。また、バージニア工科大学は専用の空港を有しているが、定期便はなく、自家用機・チャーター機のみが使用する。

## 人口動静
ブラックスバーグの人口動静はバージニア工科大学の影響を大きく受けている。人口の6割近くが18-24歳の年齢層であり、ルームメイトと一緒に暮らしているなど「非家族世帯」に分類される世帯が全世帯の6割以上を占める。また無収入の学生が「貧困線以下」として数えられるため、ブラックスバーグの貧困率は4割を超える高い数値になっているが、スラムとは異なり、実際に貧困層が多いわけではない。このような傾向はコーネル大学の大学町であるニューヨーク州イサカ市などでも見られる。さらに、工科大学という特性上男子学生が多く、そのため町の人口に占める男性の割合が高い。
以下は2000年国勢調査における人口統計データである。
| 基礎データ - 人口: 39,573人 - 世帯数: 13,162世帯 - 家族数: 4,777家族 - 人口密度: 789.2人/km2（2,044.2人/mi2） - 住居数: 13,732軒 - 住居密度: 273.9軒/km2（709.4軒/mi2） 人種別人口構成 - 白人: 84.39% - アフリカン・アメリカン: 4.39% - ネイティブ・アメリカン: 0.11% - アジア人: 7.80% - 太平洋諸島系: 0.06% - その他の人種: 0.90% - 混血: 2.36% - ヒスパニック・ラテン系: 2.32% 年齢別人口構成 - 18歳未満: 9.7% - 18-24歳: 57.4% - 25-44歳: 18.9% - 45-64歳: 9.2% - 65歳以上: 4.9% - 年齢の中央値: 22歳 - 性比（女性100人あたり男性の人口） - 総人口: 127.0 - 18歳以上: 129.7 | 世帯と家族（対世帯数） - 18歳未満の子供がいる: 16.3% - 結婚・同居している夫婦: 28.7% - 未婚・離婚・死別女性が世帯主: 5.3% - 非家族世帯: 63.7% - 単身世帯: 26.6% - 65歳以上の老人1人暮らし: 3.7% - 平均構成人数 - 世帯: 2.37人 - 家族: 2.79人 収入と家計 - 収入の中央値 - 世帯: 22,513米ドル - 家族: 51,810米ドル - 性別 - 男性: 37,129米ドル - 女性: 24,321米ドル - 人口1人あたり収入: 13,946米ドル - 貧困線以下 - 対人口: 43.2% - 対家族数: 15.9% - 18歳未満: 23.7% - 65歳以上: 6.1% |